# 카를 슈툼프

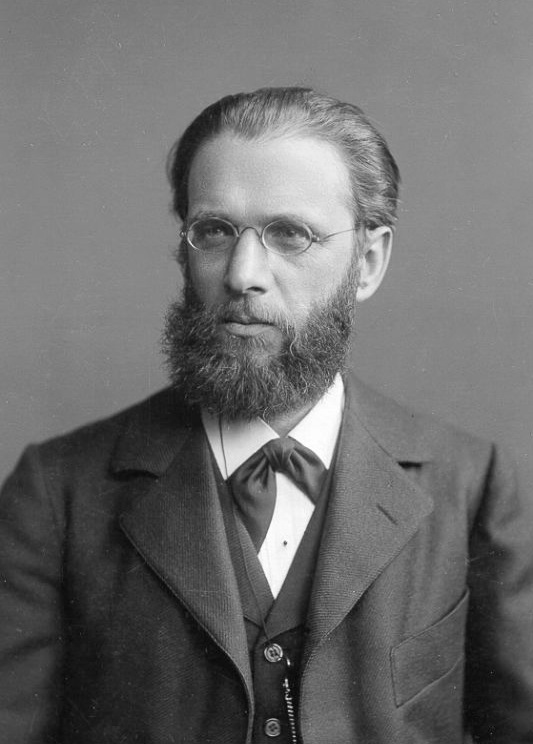
카를 슈툼프

카를 슈툼프(독일어: Carl Stumpf, 1848년 4월 21일 ~ 1936년 12월 25일)는 독일의 철학자이자 심리학자이다.

## 내력
슈툼프는 프란츠 브렌타노와 헤르만 로체로부터 배웠다. 슈툼프는 현대 현상학의 수립자인 에드문트 후설과 게슈탈트 심리학의 공동 수립자인 막스 베르트하이머, 볼프강 쾰러와 쿠르트 코프카 뿐만 아니라 쿠르트 레빈에 결정적인 영향을 주옸다. 또한 사태(事態, Sachverhalt)라는 개념을 철학에 도입한 것으로도 알려져있다. 이 개념은 특히 후설의 저작권에 의해 퍼졌다.
1890년 슈툼프는 바이에른 과학 아카데미의 정회원으로 선출됐다. 1929년부터는 푸르 르 메리트 과학 예술 훈장의 회원이 되었다.